# Определяющий предикат
Определяющий предикат представляет собой единство собственного предиката с выражением сущности предмета, фиксируемого родовым предикатом. Таким образом, определяющий предикат - это «комплексный» дефиниционный предикат, представленный в своём полном наборе признаков структурным компонентом (отношением тождества, включения и аддиции) и комплексным семантическим компонентом (родовой (классной) семантикой и семантикой дистинкции).